# Enguerrando VII de Coucy
Enguerrando VII de Coucy (1340 – 18 de fevereiro de 1397, no cativeiro em Bursa), também conhecido como Ingelram de Coucy, foi um nobre francês do século XIV, o último Sire de Coucy, e genro do rei Eduardo III de Inglaterra de Filipa de Hainault. Após seu casamento com a filha de Eduardo III, Isabela de Inglaterra (1332–1382), Coucy também assume o título inglês de 1.º Conde de Bedford, entre outras propriedades inglesas concedidas ao casal por Eduardo III. Como sua vida está bem narrado, e ele ocupa um papel central na história medieval, nomeadamente no conflito entre a Inglaterra e a França, a historiadora Barbara Tuchman faz dele o personagem principal em Um espelho distante: O Calamitoso Século 14.

## Fonte
- Tuchman, Barbara W. (1978). A Distant Mirror: The Calamitous 14th Century. New York: Alfred A. Knopf, Inc. ISBN 0-394-40026-7